# Caso Lillehammer
O Caso de Lillehammer é um nome dado a uma operação fracassada do Mossad, serviço secreto israelense, em 11 de julho de 1973. Consistiu no assassinato por engano de Ahmed Bouchiki, um camareiro, pelos agentes na cidade de Lillehammer, Noruega. Ele foi confundido com o líder da organização terrorista Setembro Negro, Ali Hassan Salameh, responsável pelo sequestro e assassinato do atletas israelenses nos jogos de Munique, em 1972. Este drástico episódio ficou conhecido como o Massacre de Munique.
Operação Cólera de Deus
O Caso de Lillehammer fazia parte de uma operação maior chamada de Cólera de Deus, que consistia na eliminação de todos os envolvidos no episódio de Munique. O Governo israelense sempre negou a existência desta operação.